# Carcinome pulmonaire à grandes cellules

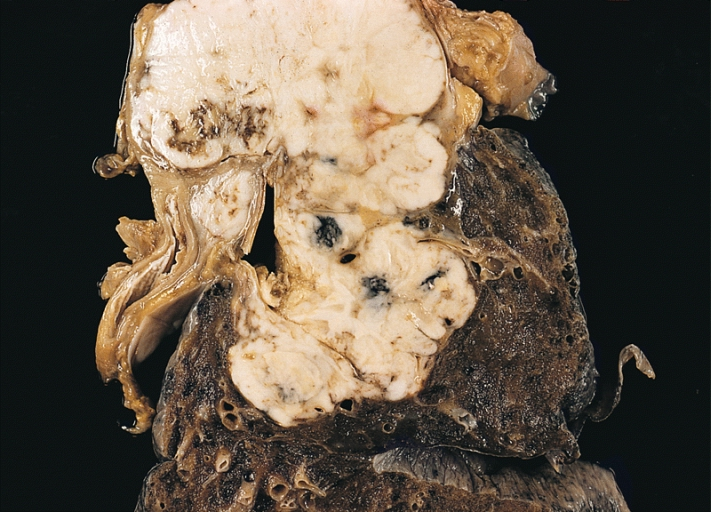
voies respiratoires inférieures: carcinome à grande cellules. l'autopsie, ce carcinome à grandes cellules montre une grosse tumeur multilobulée. Un ganglion lymphatique métastatiquement impliqué est présent à côté de la bronche

Le carcinome pulmonaire à grandes cellules (ou carcinome anaplasique à grandes cellules) est un type de carcinome pulmonaire. Il s'agit d'une entité hétérogène comportant plusieurs sous-types :
- Carcinome pulmonaire à grandes cellules (NOS)
- Carcinome neuroendocrine à cellules géantes du poumon
- Carcinome pulmonaire à cellules géantes
- Carcinome pulmonaire à cellules claires
- Carcinome pulmonaire d'aspect rhabdoïde